# Alfred Escher
Pour les articles homonymes, voir Escher.
Johann Heinrich Alfred Escher vom Glas, plus couramment appelé Alfred Escher (*20 février 1819 à Zurich-Enge ; † 6 décembre 1882 à Zurich-Enge), était un homme politique suisse, leader économique et pionnier du chemin de fer. Par son cumul de mandats politiques et l’activité qu’il a déployée dans la fondation et la direction des Chemins de fer du Nord-Est, de l’École polytechnique fédérale, du Crédit suisse, de la Société suisse d’assurances générales sur la vie humaine et de la Société des chemins de fer du Gothard, Escher a influencé comme nul autre l’évolution politique et économique de la Suisse au XIXe siècle.

## Vie

### Origine et famille

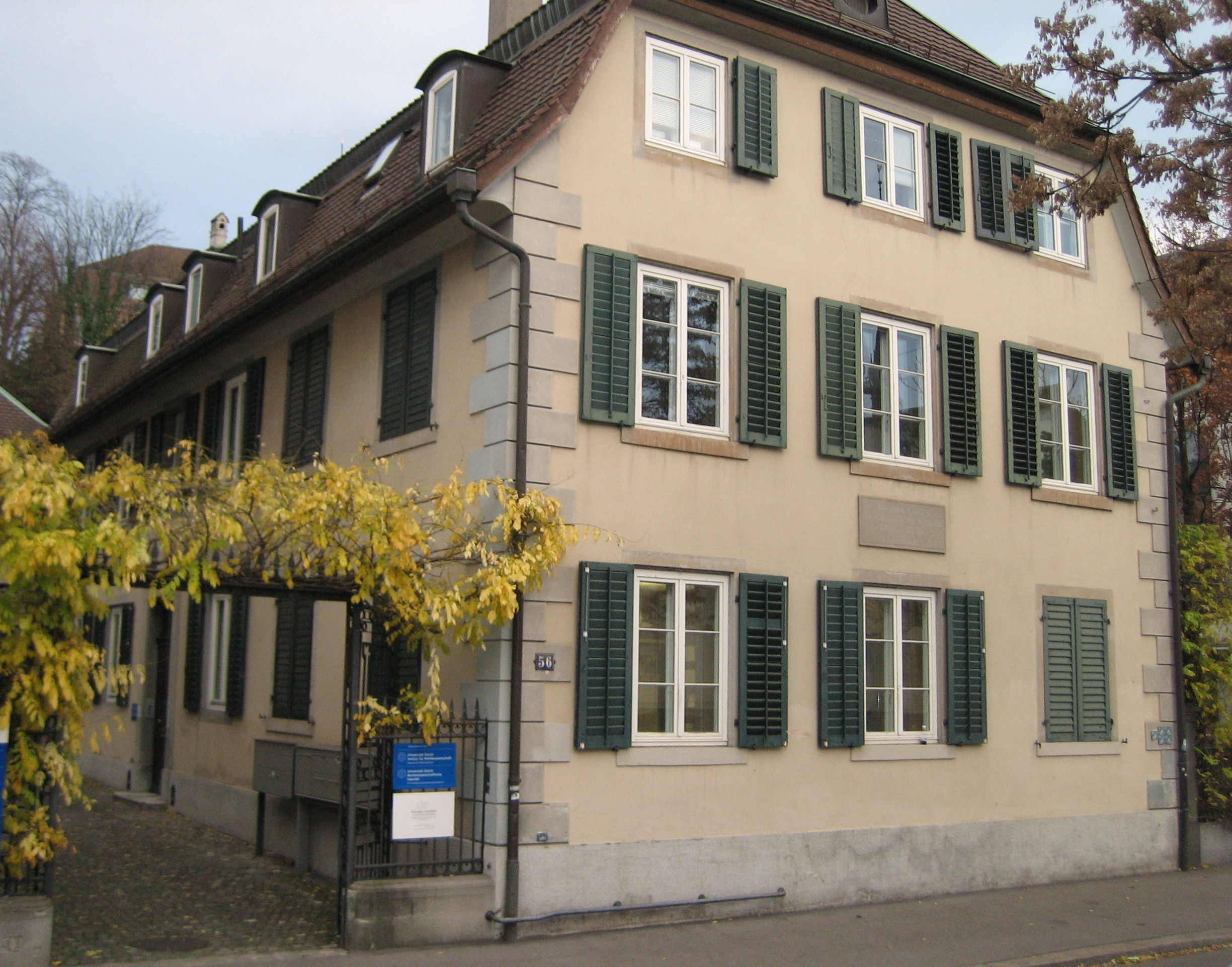
Maison natale d’Alfred Escher, « Neuberg », au Hirschengraben à Zurich.

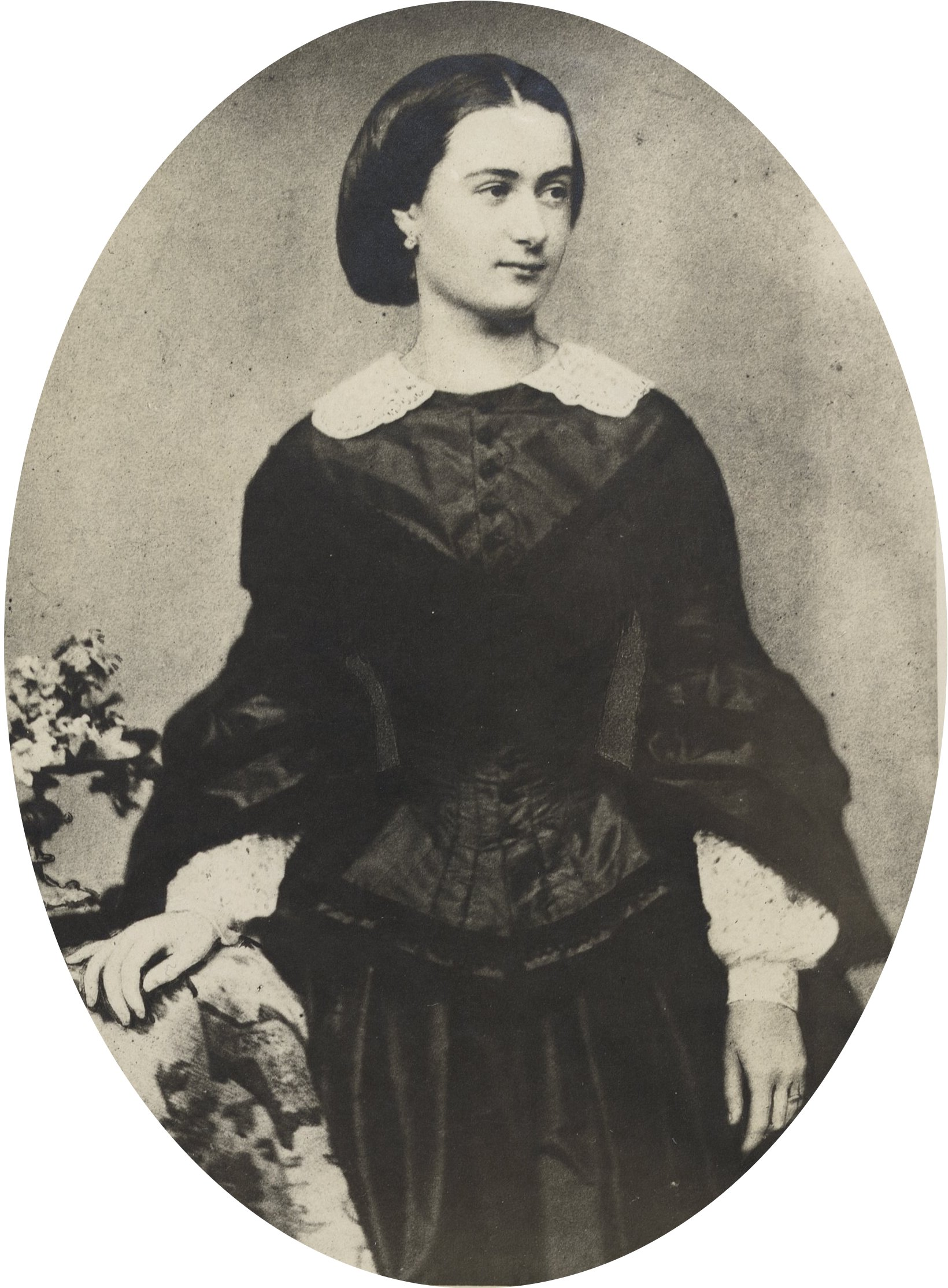
Augusta Escher, épouse d'Alfred Escher, ca. 1855.

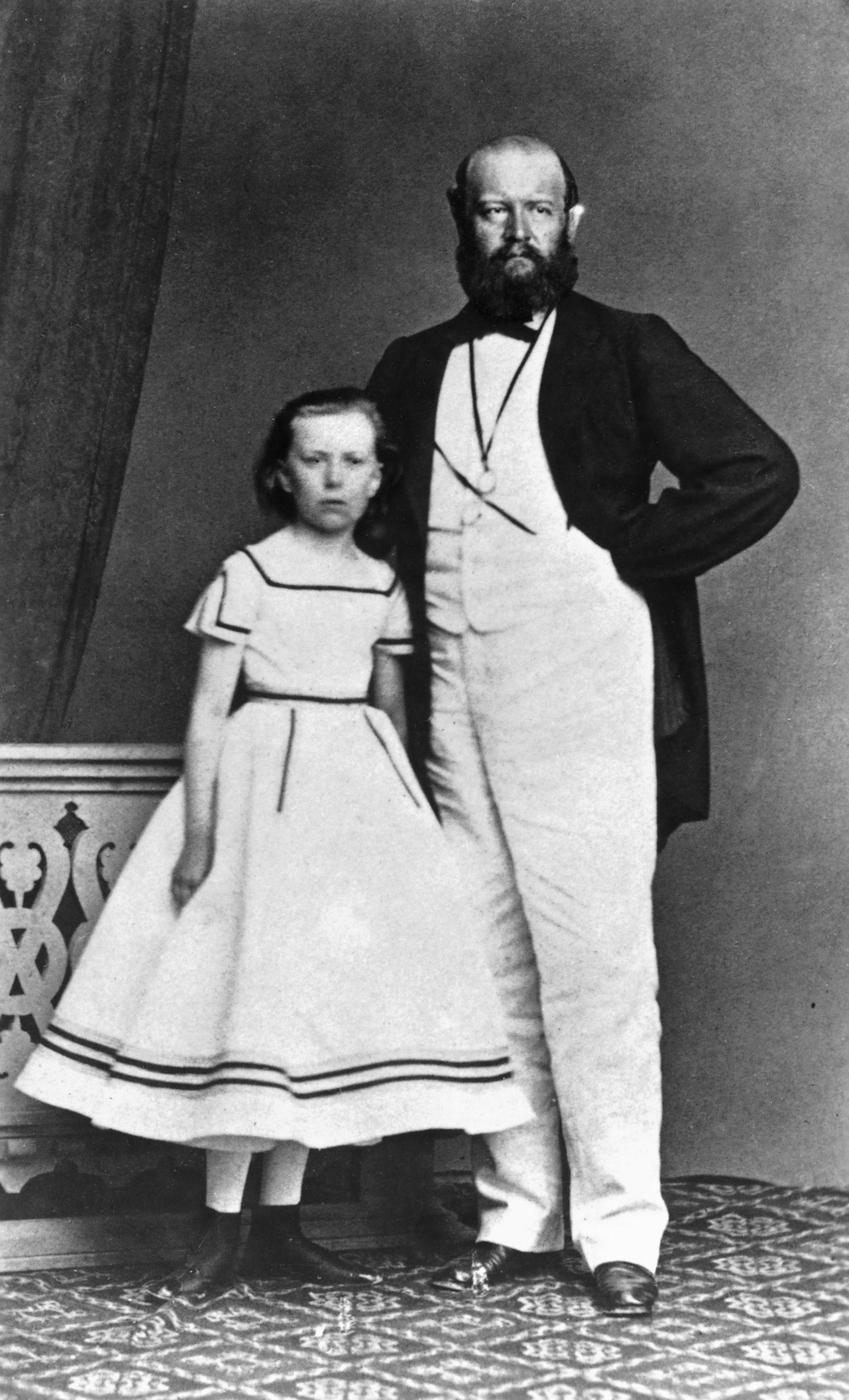
Alfred Escher et sa fille Lydia, vers 1865.

Alfred Escher est issu de l’ancienne famille zurichoise très influente des Escher vom Glas, qui a engendré de nombreux hommes politiques de renom. Toutefois, les scandales entourant ses ancêtres directs avaient entaché la réputation de sa famille. En 1765, son arrière-grand-père, Hans Caspar Escher-Werdmüller (1731-1781), père d’un enfant né d’une union illégitime avec une servante, avait émigré avec celle-ci. Son grand-père, Hans Caspar Escher-Keller (1755-1831), avait fait faillite, et il s’en était fallu de peu qu’il entraîne toute la ville de Zurich dans la ruine. Son père, Heinrich Escher (1776-1853), avait fait fortune en Amérique du Nord grâce à des spéculations immobilières et à des opérations de négoce. En 1814, celui-ci revint à Zurich et épousa, en mai 1815, Lydia Zollikofer von Altenklingen (1797-1868). De cette union naquirent deux enfants : Clémentine (1816-1886) et Alfred. En 1857, Alfred Escher épousa Augusta Uebel (1838-1864), décédée de la tuberculose. En 1858 naquit leur premier enfant, Lydia. Ils eurent ensuite une seconde fille, Hedwig (1861-1862), qui mourut en bas âge. Lydia Escher épousa en 1883 Friedrich Emil Welti, le fils du Conseiller fédéral Emil Welti. En 1890, peu avant la fin de son existence tragique, elle légua la fortune de son père à une fondation baptisée du nom du poète zurichois soutenu par Escher à de nombreuses reprises, la Fondation Gottfried Keller. Son suicide en 1891 laissa Alfred Escher sans descendance.

### Enfance, jeunesse, études
Alfred Escher passa les premières années de son enfance dans sa maison natale, appelée « Neuberg », sur les pentes du Hirschengraben à Zurich. Dans la commune d’Enge (rattachée aujourd’hui à la ville de Zurich), sur la rive occidentale du lac, Heinrich Escher fit construire une maison de maître qu’il baptisa « Belvoir ». Après l’emménagement de la famille en 1831, il put se consacrer entièrement à sa passion pour la botanique et à sa collection entomologique. À cette époque, Alfred Escher bénéficia à domicile de l’enseignement de divers précepteurs, parmi lesquels figuraient le théologien Alexander Schweizer et le futur paléobotaniste et entomologiste Oswald Heer. De 1835 à 1837, Escher fréquenta le gymnase supérieur de Zurich. Après l’obtention de la maturité, il décida de s’inscrire à la faculté de droit de la toute jeune université de Zurich. En 1838-39, il passa deux semestres à l’étranger, l’un à l’université de Bonn et l’autre à celle de Berlin, séjour qui fut toutefois écourté par une grave maladie. Pendant ses études, Escher s’investit dans la société d’étudiants de Zofingue, qu’il rejoignit en 1837. Il fut le président de sa section zurichoise en 1839-40 et, en septembre 1840, fut élu président central de l’ensemble de l’association. Escher lui-même souligna à plusieurs reprises combien ses activités au sein de cette société d’étudiants avaient modelé sa personnalité. En 1842, avec une thèse sur le droit romain, Escher fut le premier étudiant en droit de l’université de Zurich à obtenir le titre de « Doctor juris utriusque », qui lui fut attribué avec la mention summa cum laude. Il se rendit ensuite à Paris où il séjourna plusieurs mois, afin de discerner sa future orientation professionnelle.

### Ascension politique
Après son retour à Zurich en été 1843, Escher se consacra à des projets scientifiques. Il voulait notamment rédiger l’histoire détaillée du droit suisse, mais celle-ci ne vit pas le jour. En outre, il avait l’intention d’enseigner à l’Université de Zurich. En février 1844, il donna un cours probatoire, à la suite duquel il fut nommé privat-docent à la faculté des sciences politiques par le Conseil de l’éducation. En parallèle, il s’était engagé sur le plan politique dans le camp radical-libéral : il rencontrait ses anciens compagnons d’études dans le cadre du club baptisé « Akademische Mittwochgesellschaft » pour débattre de questions politiques et rédigeait régulièrement des articles pour la Neue Zürcher Zeitung. En août 1844, à l’âge de 25 ans, il fut élu au Grand Conseil du canton de Zurich. C’est ainsi qu’il prit une part active à la résolution des problèmes politiques de l’époque, notamment à celle du conflit concernant le bannissement des jésuites de la Confédération ; il adopta à cet égard une position déterminante dans la propagande antijésuitique. En 1845 et 1846, Escher représenta le canton de Zurich en tant que troisième délégué de la Diète, ce qui lui permit de fréquenter les dirigeants politiques de Suisse. En 1847, il fut nommé premier chancelier d’État et, en été 1848, il entra au Conseil d’État de Zurich. L’introduction de la nouvelle Constitution fédérale exigeait la création du Parlement fédéral. Élu au Conseil national le 15 octobre 1848, il en fut nommé vice-président le 7 novembre 1848. Conseiller national sans interruption pendant 34 ans, jusqu’à son décès, il fut élu quatre fois président du Conseil national (fonction suprême en Suisse) : en 1849, en 1856 et en 1862. En 1855, il refusa le mandat pour des raisons de santé.

### Opposition et critique
Par le cumul des mandats politiques, la fondation des Chemins de fer du Nord-Est (1852-53) et celle du Crédit Suisse (1856), Escher possédait un pouvoir hors du commun qui lui valut notamment d’être surommé le « roi Alfred Ier » et l’« empereur ». Ce pouvoir ne manqua pas de susciter les critiques. Le mouvement démocrate voulait conférer au peuple un droit d’intervention accru dans les questions politiques. Le cercle des fidèles partisans d’Alfred Escher, le « système Escher », devint ainsi son ennemi déclaré. Par des pamphlets et des assemblées populaires, les démocrates attaquèrent donc l’empire eschérien et finirent par réduire son influence. Facteur aggravant pour Escher, sa compagnie des Chemins de fer du Nord-Est sombra progressivement dans la crise financière dans les années 1870. Le cours de l’action chuta de 658 francs en 1868 à 70 francs en 1877. Dès lors, les investisseurs mécontents ne ménagèrent pas leurs critiques à l’égard d’Alfred Escher, bien que celui-ci ait démissionné de sa fonction de président de la direction de la société dès 1871. On lui imputa également les difficultés financières rencontrées par le projet du Gothard.

### Maladie, décès et monument commémoratif

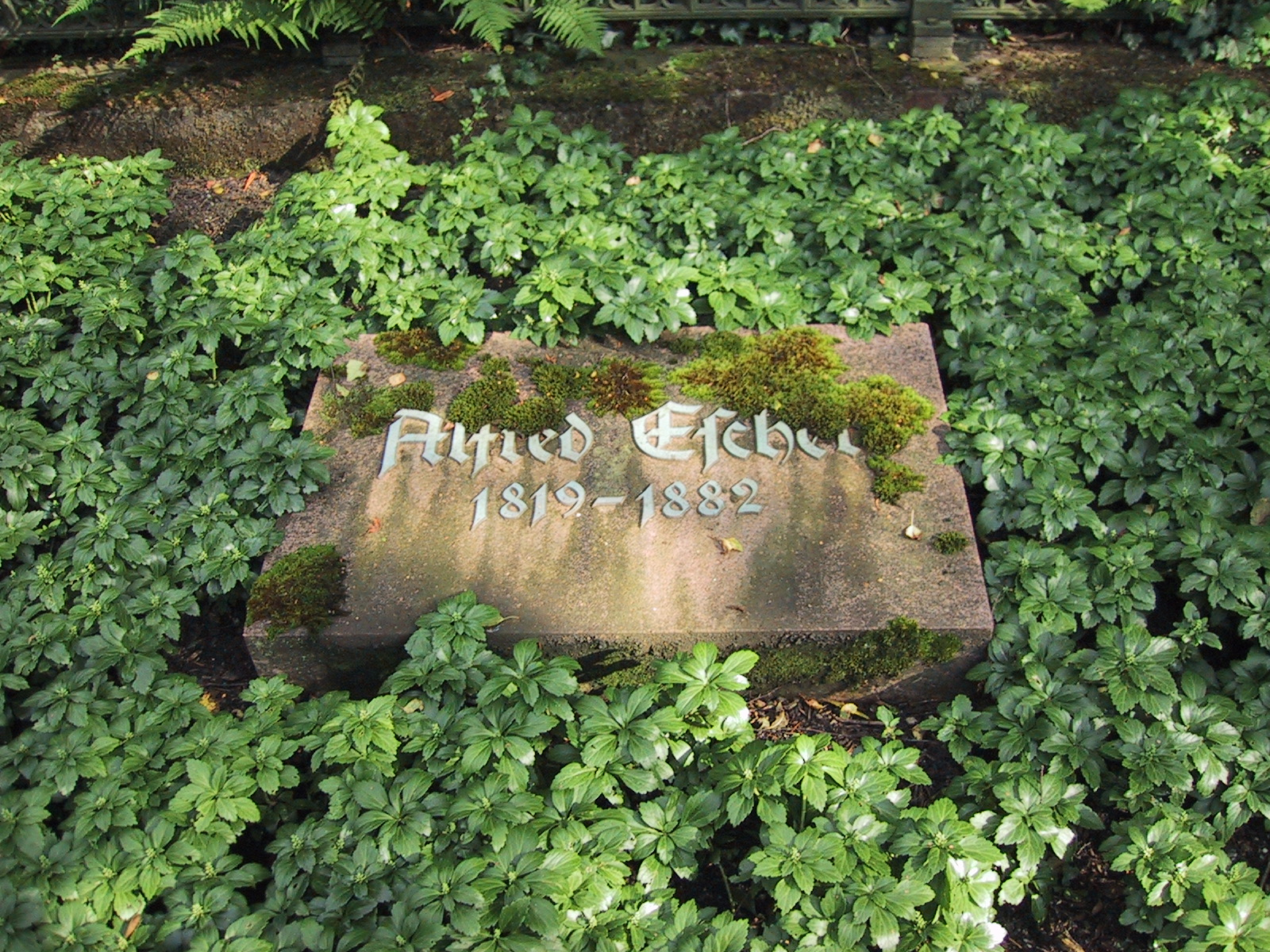
Tombe d’Alfred Escher, cimetière de Manegg, Zurich.

Parallèlement aux attaques personnelles, Escher dut faire face à des problèmes de santé. Il fut régulièrement affecté par la maladie tout au long de sa vie et contraint de suivre des cures prolongées. Cette fragilité était difficilement compatible avec son immense charge de travail. Pendant la phase critique du projet du Gothard au milieu des années 1870, Escher s’investit dans ses tâches jusqu’à l’épuisement. Son état s’aggrava au point qu’en 1878 qu’il ne put quitter sa propriété de Belvoir pendant plusieurs semaines. Sa santé éprouva constamment des hauts et des bas : asthme, fièvre, affections aux yeux, furoncles. Mais cela n’empêcha pas Escher de remplir ses obligations politiques et économiques dans la mesure du possible. À la fin novembre 1882, il tomba à nouveau gravement malade. Son dos se couvrit d’abcès et il fut pris d’une forte fièvre. Au matin du 6 décembre 1882, Alfred Escher s’éteignit à Belvoir. Aux obsèques célébrées le 9 décembre 1882 à l’église Fraumünster de Zurich, les membres de l’élite politique du pays vinrent lui rendre un dernier hommage : conseillers fédéraux, conseillers nationaux, conseillers aux États et innombrables représentants de différents cantons. En février 1883, un comité se constitua pour faire ériger un monument à sa mémoire. Il en confia la réalisation à l’artiste Richard Kissling. Le monument Alfred Escher devant la gare centrale de Zurich fut inauguré le 22 janvier 1889. La tombe d’Alfred Escher au cimetière de la commune d’Enge fut, après sa fermeture en 1925, transférée au cimetière de Manegg.

## Le cofondateur de la Suisse moderne

### Premiers projets de chemins de fer

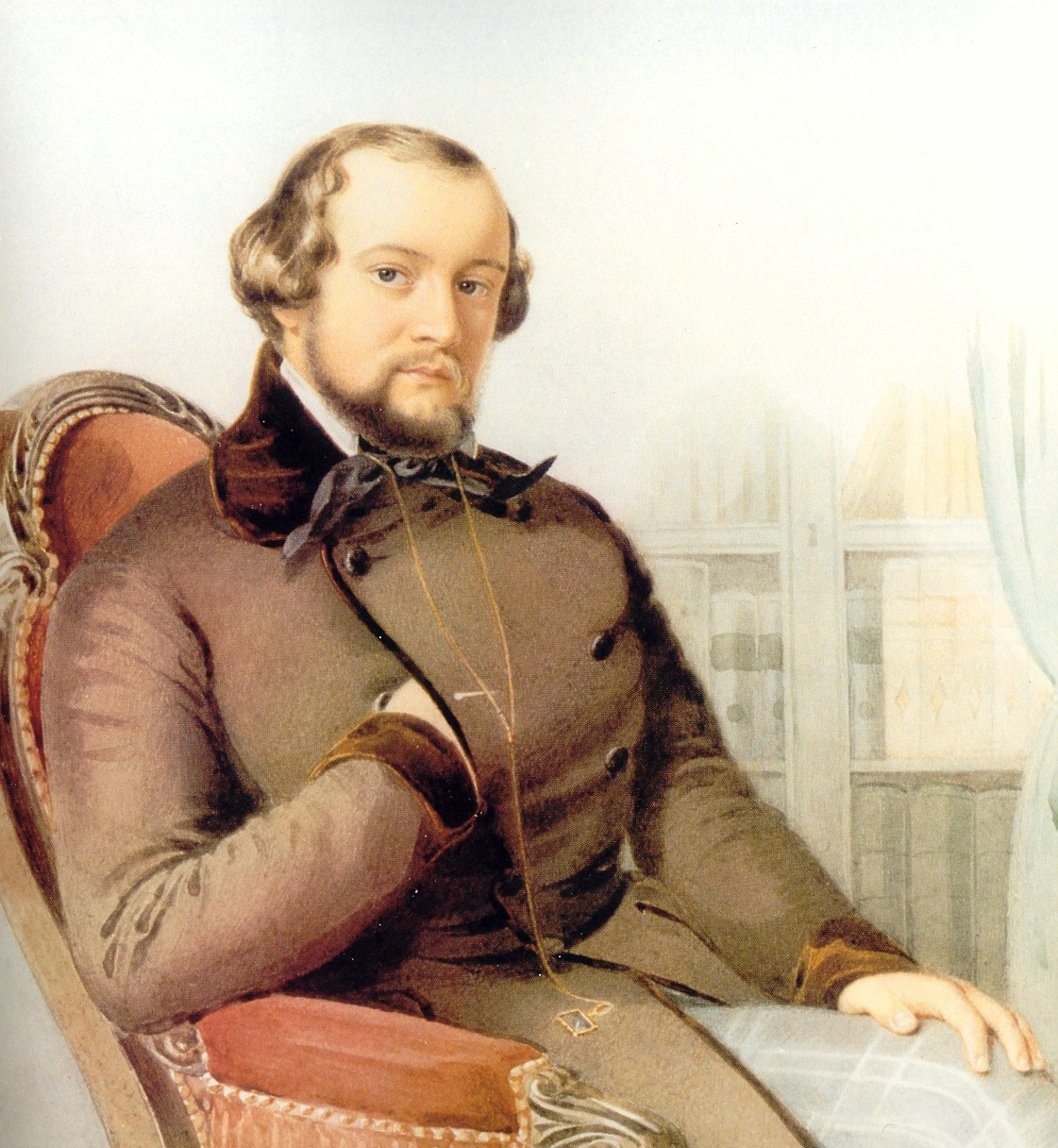
Alfred Escher, président du Conseil national, en 1849.

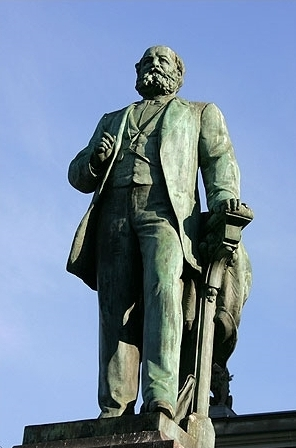
Monument commémoratif d’Alfred Escher par Richard Kissling, place de la Gare à Zurich.

« Les rails se rapprochent de la Suisse de tous côtés mais les projets présentés prévoient de la contourner. Elle risque ainsi de se retrouver isolée et de constituer un triste ermitage au milieu de l’Europe. » C’est en ces termes qu’Alfred Escher exprima à la fin de 1849 ses craintes de voir la Suisse « rater le train » de la modernité. Non sans raison, car le pays accusait alors un grand retard dans ce domaine, tandis qu’à l’étranger le nombre de kilomètres de rail ne cessait d’augmenter et de stimuler l’économie. Le projet des chemins de fer devint donc une question de survie pour l’État fédéral fondé en 1848. Si la nécessité de développer le réseau ferroviaire faisait l’unanimité, les avis divergeaient quant à la mise en œuvre. En 1852, Escher contribua à faire promulguer la Loi sur les chemins de fer, qui reflétait fidèlement ses vues : la construction et l’exploitation du réseau ferré furent confiées à des sociétés privées. La Suisse connut alors un boom du chemin de fer. En très peu de temps fleurirent des entreprises ferroviaires concurrentes, dont la compagnie des Chemins de fer du Nord-Est en 1852-53, dirigée par Alfred Escher lui-même. La Suisse rattrapa ainsi très rapidement son retard technique sur l’étranger en matière de transports.

### École polytechnique fédérale
Le boom du chemin de fer s’accompagna d’une demande de personnel qualifié, capable de répondre aux exigences de ce jeune secteur de l’économie. Or, à l’époque, il n’existait en Suisse aucun établissement assurant la formation d’ingénieurs et de techniciens. Escher monta donc au front pour permettre au pays de relever les nouveaux défis techniques et industriels. C’est ainsi qu’après de longues années de querelles politiques, l’École polytechnique fédérale (aujourd’hui l’EPF Zurich) vit le jour en 1854-55. De 1854 à 1882, Escher fut vice-président du Conseil de l’école, son organe directeur. Avec la création de cette institution d’enseignement des sciences techniques et naturelles, la Confédération posait les fondements du site de formation et de recherche suisse.

### Crédit suisse
Les importants besoins de capitaux liés à la construction des voies ferroviaires confrontèrent les entreprises de chemins de fer à de nouveaux défis. La Suisse ne possédant aucun institut financier capable de mettre à disposition des entreprises des fonds de cette importance, elles dépendaient des bailleurs étrangers auxquelles elles devaient s’adresser et qui entendaient s’immiscer dans leur développement. Préoccupé par cette situation, Alfred Escher fonda la Schweizerische Kreditanstalt (SKA) en 1856 (aujourd’hui connu sous le nom de Crédit suisse), principalement pour assurer le financement de ses Chemins de fer du Nord-Est. Au fil du temps, cet établissement bancaire finança de plus en plus d’autres entreprises, privées mais aussi publiques. C’est ainsi qu’il devint l’un des principaux bailleurs de fonds de l’économie suisse et posa les bases de la place financière de Zurich.

### Ligne du Gothard
Le développement du réseau ferroviaire dans les années 1850 n’avait pas encore écarté le risque d’un contournement du territoire suisse par les pays limitrophes. Certes, les sites les plus importants du pays s’étaient rapidement raccordés au réseau ferroviaire, mais un axe nord-sud manquait encore. Alfred Escher se prononça d’abord en faveur d’un tracé transalpin passant par le Lukmanier, mais il changea d’avis pour soutenir finalement la ligne du Gothard. Pour réaliser ce projet ambitieux, il investit toute son influence politico-économique. Il consulta des ingénieurs et d’autres spécialistes, mena des négociations avec les autorités suisses et étrangères. À la conférence internationale sur le Gothard convoquée en automne 1869, la variante du Gothard fut définitivement retenue. La Société des chemins de fer du Gothard fut fondée en 1871 et Escher en présida la direction. Diverses difficultés rencontrées pendant la construction et un dépassement de devis de quelque 11 %, modeste étant donné l’ampleur des travaux, pesèrent sur la réalisation du projet. Exposé à des critiques de plus en plus virulentes, Escher décida en 1878 de démissionner de sa fonction de président de la direction de la Société des chemins de fer du Gothard. Il ne fut pas convié à l’achèvement du forage en 1880. Cependant, lorsque le projet du siècle aboutit en 1882, il reçut une invitation aux cérémonies d’inauguration du tunnel du Gothard mais dut la décliner en raison de son état de santé. Cet ouvrage constituait un enjeu de taille pour la politique helvétique en matière de transports. Après son ouverture, la circulation des personnes et des marchandises connut un essor fulgurant, faisant de la Suisse un important pays de transit.

## Mandats et fonctions
La quantité de fonctions cumulées par Alfred Escher reste un record inégalé en Suisse, comme en témoigne la liste (non exhaustive) de ses principaux mandats ci-après :
| Durée     | Mandat/fonction                                                                                    |
| --------- | -------------------------------------------------------------------------------------------------- |
| 1839–1840 | Président de la section zurichoise de la Société suisse des Étudiants de Zofingue                  |
| 1840–1841 | Président central de la Société suisse des Étudiants de Zofingue                                   |
| 1844–1847 | Privat-docent à l’Université de Zurich                                                             |
| 1844–1882 | Membre du Conseil cantonal de Zurich (et président en 1848, 1852, 1857, 1861, 1864 et 1868)        |
| 1845-1848 | Délégué de la Diète fédérale (avec des interruptions)                                              |
| 1845–1855 | Membre du Conseil zurichois de l’éducation                                                         |
| 1846–1849 | Membre du Conseil zurichois de législation                                                         |
| 1847–1848 | Chancelier d’État du canton de Zurich                                                              |
| 1848–1855 | Conseiller d’État zurichois (et président du Conseil d’État en 1849, en 1851-52 et de 1853 à 1855) |
| 1848–1849 | Membre du Conseil zurichois des finances                                                           |
| 1848      | Commissaire fédéral au Tessin                                                                      |
| 1848–1882 | Conseiller national (et président du Conseil national en 1849-50, 1856-57 et 1862-63)              |
| 1849–1855 | Membre du Conseil synodal zurichois                                                                |
| 1849–1852 | Membres du Conseil d’État zurichois                                                                |
| 1853      | Président de la direction de la Compagnie des chemins de fer de Zurich–lac de Constance            |
| 1853–1872 | Président de la direction des Chemins de fer du Nord-Est                                           |
| 1854–1882 | Vice-président du Conseil de l’École polytechnique fédérale                                        |
| 1856–1877 | Président du conseil d’administration du Crédit Suisse                                             |
| 1857–1874 | Membre du conseil de surveillance de la Société suisse d’assurances générales sur la vie humaine   |
| 1859–1874 | Membre du conseil municipal de la ville de Zurich                                                  |
| 1871–1878 | Président de la direction de la Société des chemins de fer du Gothard                              |
| 1872–1882 | Président du conseil d’administration des Chemins de fer du Nord-Est                               |
| 1880–1882 | Président du conseil d’administration du Crédit Suisse                                             |

## Succession et recherche
Une documentation étendue est mise à la disposition des personnes désireuses de mener des recherches sur Alfred Escher. Citons en premier lieu une vaste correspondance le concernant. Il entretenait en effet des contacts épistolaires avec les personnalités dirigeantes du monde de la politique, de l’économie et des sciences. La Fondation Alfred Escher, créée en 2006, a pour but de promouvoir la recherche sur la vie et l’œuvre de ce grand homme. Son centre de documentation met à disposition les copies de quelque 7500 lettres écrites et reçues par Alfred Escher, ainsi que des ouvrages de référence sur l’histoire suisse du XIXe siècle. Cette correspondance est également mise en ligne progressivement dans le cadre d’un projet d’édition multimédia.

## Correspondance d’Alfred Escher
- Joseph Jung (éd.): Alfred Escher zwischen Lukmanier und Gotthard. Briefe zur schweizerischen Alpenbahnfrage 1850–1882. Adapté et commenté par Bruno Fischer, Martin Fries et Susanna Kraus. Articles de Joseph Jung et de Helmut Stalder (=Alfred Escher. Briefe. Ein Editions- und Forschungsprojekt der Alfred Escher-Stiftung. Volume 1 en 3 parties), NZZ Libro, Zurich 2008,  (ISBN 978-3-03823-379-4).
- Joseph Jung (éd.): Alfred Eschers Briefe aus der Jugend- und Studentenzeit (1831–1843). Adapté et commenté par Bruno Fischer (=Alfred Escher. Briefe. Ein Editions- und Forschungsprojekt der Alfred Escher-Stiftung. Volume 2), NZZ Libro, Zurich 2010,  (ISBN 978-3-03823-628-3).
- Joseph Jung (éd.): Alfred Eschers Briefwechsel (1843–1848). Jesuiten, Freischaren, Sonderbund, Bundesrevision. Adapté et commenté par Björn Koch (=Alfred Escher. Briefe. Ein Editions- und Forschungsprojekt der Alfred Escher-Stiftung. Volume 3), NZZ Libro, Zurich 2011,  (ISBN 978-3-03823-703-7).
- Joseph Jung (éd.): Alfred Eschers Briefwechsel (1848–1852). Aufbau des jungen Bundesstaates, politische Flüchtlinge und Neutralität. Adapté et commenté par Sandra Wiederkehr (=Alfred Escher. Briefe. Ein Editions- und Forschungsprojekt der Alfred Escher-Stiftung. Volume 4), NZZ Libro, Zurich 2012,  (ISBN 978-3-03823-723-5).
- Joseph Jung (éd.): Alfred Eschers Briefwechsel (1852–1866). Wirtschaftsliberales Zeitfenster, Gründungen, Aussenpolitik. (=Alfred Escher. Briefe. Ein Editions- und Forschungsprojekt der Alfred Escher-Stiftung. Volume 5), NZZ Libro, Zurich 2013,  (ISBN 978-3-03823-853-9).
- La publication de la série « Alfred Escher. Briefe » sera poursuivie (6 volumes au total).